# Бодрово (Московская область)
Бодрово — деревня в Новопетровском сельском поселении Истринского района Московской области. Население — 11 чел. (2010).
Находится в 33 км северо-западнее Истры, на крутом берегу речки Болденки, высота над уровнем моря 241 м. Близлежащие деревни — Нижневасильевское, Кучи. Бодрово деревня относительно молодая — в справочнике Нистрема 1852 года её ещё нет.

## Население
| 2002 | 2006 | 2010 |
| ---- | ---- | ---- |
| 21   | ↗22  | ↘11  |